# Широкое (Луганская область)
Широкое (укр. Широке) — посёлок, относится к Краснодонскому городскому совету Луганской области Украины. Под контролем самопровозглашённой Луганской Народной Республики.

## География
Соседние населённые пункты: посёлок Краснодон (примыкает) на западе, Светличное, Верхняя Краснянка и Большой Лог на юго-западе, Горное и село Дубовка на юге, посёлки Мирное, Новоалександровка, Орджоникидзе и Верхнешевыревка на юго востоке, Энгельсово (примыкает), Таловое и города Краснодон на востоке, Суходольск и Молодогвардейск, посёлок Новосемейкино, сёла Самсоновка на северо-востоке, Радянское на севере, Красное и посёлок Семейкино на северо-западе.

## Население
Население по переписи 2001 года составляло 457 человек.

## Общие сведения
Почтовый индекс — 94434. Телефонный код — 6435. Занимает площадь 1,73 км². Код КОАТУУ — 4411447401.

## Местный совет
94433, Луганская обл., Краснодонский городской совет, пгт. Энгельсово, ул. К.Маркса, д. 13